# Paloma García Ovejero
Paloma García Ovejero (Madrid, 12 de agosto de 1975) es una periodista española viceportavoz de la  Oficina de Prensa del Vaticano (2016-2018) y corresponsal de la Cadena COPE y de TRECE en el Reino Unido.

## Biografía
Licenciada en periodismo por la Universidad Complutense de Madrid, completó sus estudios en la UNED y en la Universidad de New York. Trabaja en la Cadena COPE desde 1998, primero como redactora, en los programas "La Linterna" y "La Mañana" y, posteriormente, como Jefa de Cultura, Jefa de Sociedad y en los servicios informativos, en la redacción de la emisora en Madrid en distintos periodos. En 2012 fue nombrada corresponsal en Roma, sustituyendo a Paloma Gómez Borrero.
Fue subdirectora y viceportavoz de la Oficina de Prensa del Vaticano entre el 1 de agosto de 2016 y el 31 de diciembre de 2018. En ese mismo periodo, el periodista norteamericano Greg Burke ocupó el puesto de portavoz de la Santa Sede, ya que fue nombrado y renunció a su cargo el mismo día que García Ovejero. El Papa Francisco aceptó ambas dimisiones, y designó de manera provisional a Alessandro Gisotti, al frente de la Oficina de Prensa.
En mayo de 2019, fue nombrada corresponsal del Grupo COPE, Cope.es y de TRECE en el Reino Unido, sustituyendo a Iván Alonso.